# Nicaise Delorme
Nicaise Delorme fut le 33e abbé de l'abbaye Saint-Victor de Paris : élu le 1er octobre 1488, il résigna sa charge en 1514 et mourut le 6 janvier 1516.
Il est connu pour avoir été auparavant (1476) le prieur de Bucy-le-Roi (prieuré Saint-Pierre).
En 1505, il fête son jubilé,et c'est à cette période de son mandat qu'il fonde la nouvelle bibliothèque de l'abbaye de Saint-Victor de Paris, qui est terminée en 1509, qui achève le catalogue est 1514.

## Sources
- Claude Malingre, Les Antiquités de la ville de Paris, coll. « Bibliothèque municipale de Lyon », 1640, 24 p. (lire en ligne).

- Bernard Chevalier, La France de la fin du XVe siècle : renouveau et apogée : Actes du Colloque de Tours, 3-6 octobre 1983 - Colloques internationaux du CNRS, 382 p. (ISBN 978-2-271-10291-1, lire en ligne).